# 小行星3988
小行星3988（英語：3988）是一颗围绕太阳公转的小行星。1986年6月4日，埃莉諾·赫琳在帕洛马山发现了此天体。
这颗小行星的绝对星等为86.78277873571403等。